# 王天與 (正德進士)
王天與（？—1519年），字性之，廣東惠州府興寧縣人，民籍。

## 生平
正德二年（1507年）丁卯科廣東乡试第二名舉人，九年（1514年）甲戌科三甲二百六名進士。授江西宁都县知县，廉平有政绩。十一年（1516年）丙子從督府王守仁征横水、浰頭、桶岡、龍川諸寨，有功陞俸二級。十四年（1519年）己卯從討宁王朱宸濠，冒暑热發病，卒於軍。守仁哭之哀，解衣為殮。明年録平逆功，優卹其家，邑人肖像祭祀。